# Nature morte au livre de Platon
Nature morte au livre de Platon est un tableau réalisé par le peintre français Paul Sérusier vers 1893. De format vertical, cette tempera sur toile est une nature morte qui témoigne de l'adhésion du jeune artiste au synthétisme. Elle représente un livre de Platon posé à côté d'une assiette contenant un bol et d'un vase de fleurs comprenant principalement des marguerites. Legs de la famille Yvinec en 2017, l'œuvre est conservée au musée Sérusier de Châteauneuf-du-Faou, dans le Finistère, en Bretagne.